# Пауло Ферейра
Пауло Ренато Ребочо Ферейра (на португалски: Paulo Renato Rebocho Fereira) е бивш португалски футболист роден на 18 януари 1979 г. в Кашкайш, Португалия. Играл е за ФК Челси и националния отбор на Португалия. Притежава Ордена на Енрике Мореплавателя. С идването на Жозе Босингва и Бранислав Иванович в отбора, Ферейра губи титулярното си място, но въпреки това остава верен на Челси.

## Клубна кариера

### Ранна кариера
Роден в Кашкайш, окръг Лисабон, Ферейра започва кариерата си в Лига де Онра с португалския спортен клуб ГД Ещорил Прая. 
Ферейра подписа с Витория Сетубал за 2000–01, като отбеляза два гола в 33 мача, за да помогне на отбора си да се класира в Примейра Лига, който завършва на трето място. Първото му участие в състезанието е на 13 август 2001 г. при загуба с 3-1 като гост срещу КС Маритимо. 

## Порто
Ферейра премина във ФК Порто през лятото на 2002 г., с треньор Жозе Моуриньо. Той пропуска само два мача в лигата през двугодишния си престой, тъй като клубът спечели последователни национални шампионати. 
Ферейра е в стартовата единадесеторка на финала за Купата на УЕФА през 2003 г. срещу ФК Селтик в Севиля (който завърши с победа с 3-2). 